# Acrocercops polyclasta
Acrocercops polyclasta är en fjärilsart som beskrevs av Edward Meyrick 1919. Acrocercops polyclasta ingår i släktet Acrocercops och familjen styltmalar. Inga underarter finns listade i Catalogue of Life.